# Port lotniczy Nội Bài w Hanoi
Port lotniczy Nôi Bài (IATA: HAN, ICAO: VVNB) – międzynarodowy port lotniczy położony 45 km na północ od Hanoi. Jest drugim co do wielkości portem lotniczym Wietnamu. W 2006 obsłużył 5 184 856 pasażerów. Czas podróży od centrum miasta wynosi 30-45 minut.

## Wyposażenie
Lotnisko jest małe w porównaniu do pozostałych dwóch lotnisk międzynarodowych w Wietnamie. Budowa większego międzynarodowego lotniska dla Hanoi jest planowana.
Posiada nowy pas startowy o długości 3800 m (CAT II - 11R/29L - Otwarty w sierpniu 2006) i starszy (3200 m, CAT I -11L/29R).
Odległość między dwoma pasami startowymi wynosi zaledwie 250 metrów, dzięki czemu lotnisko może pomieścić maksymalnie 10 mln pasażerów rocznie, zgodnie z przepisami bezpieczeństwa Międzynarodowej Organizacji Lotnictwa Cywilnego.

## Linie lotnicze i połączenia
- Aeroflot (Moskwa-Szeremietiewo)
- Air Busan (Pusan-Kimhae [od 28 października 2018][2])
- Air Mekong (Buôn Ma Thuột, Đà Lạt, Ho Chi Minh, Phú Quốc, Pleiku)
- AirAsia (Kuala Lumpur)
- Asiana (Pusan, Seul-Incheon)
- Cathay Pacific (Hongkong)
- China Airlines (Tajpej-Taoyuan)
- China Eastern Airlines (Shanghai-Pudong)
- China Southern Airlines (Pekin, Kanton)
- Dragonair (Hongkong)
- EVA Air (Tajpej-Taoyuan)
- Hainan Airlines (Haikou)
- Hong Kong Airlines (Hongkong)
- Japan Airlines (Tokio-Narita)
- Jetstar Pacific Airlines (Đà Nẵng, Ho Chi Minh, Nha Trang)
- Korean Air (Seul-Incheon)
- Lao Airlines (Wientian, Luangprabang)
- Malaysia Airlines (Kuala Lumpur)
- Qatar Airways (Bangkok-Suvarnabhumi, Ad-Dauha)
- Shanghai Airlines (Szanghaj-Pudong)
- Sichuan Airlines (Chongqing)
- Singapore Airlines (Singapur)
- Thai AirAsia (Bangkok-Suvarnabhumi)
- Thai Airways International (Bangkok-Suvarnabhumi)
- Tiger Airways (Singapur)
- Turkish Airlines (Stambuł-Atatürk [od 11 września 2019][3])
- Uni Air (Kaohsiung)
- VietJet Air (Tokio-Narita [od 11 stycznia 2019][4])
- Vietnam Airlines (Bangkok-Suvarnabhumi, Buôn Ma Thuột, Cần Thơ, Chu Lai, Đà Lạt, Đà Nẵng, Điện Biên Phủ, Đồng Hới, Pekin-Capital, Pusan, Kanton, Frankfurt, Fukuoka, Ho Chi Minh, Hongkong, Huế, Kaohsiung, Kuala Lumpur, Kunming, Londyn-Gatwick, Luang Prabang, Moskwa-Domodiedowo, Nagoja-Centrair, Nha Trang, Osaka-Kansai, Paryż-Charles de Gaulle, Pleiku, Quy Nhơn, Seul-Incheon, Szanghaj-Pudong, Siem Reap, Singapur, Tajpej-Taoyuan, Tokio-Narita, Tuy Hòa, Vinh, Wientian, Rangun)
- Vladivostok Air (Władywostok, sezonowo: Jekaterynburg)

### Cargo
- Air France Cargo (Dubaj, Hongkong, Paryż)
- Cargolux (Luksemburg)
- Cathay Pacific Cargo (Hongkong)
- China Airlines Cargo (Ho Chi Minh, Tajpej-Taoyuan)
- EVA Air Cargo (Tajpej-Taoyuan)
- Fedex Express (Guangzhou)
- Hong Kong Airlines (Hongkong)
- Jade Cargo International (Amsterdam, Madras, Szanghaj-Pudong)
- Korean Air Cargo (Seul-Incheon, Singapur)
- Lufthansa Cargo (Frankfurt)
- Qatar Airways Cargo (Doha)
- Singapore Airlines Cargo (Singapur)

## Transport
Połączenia autobusowe łączą lotnisko Nội Bài z centrum miasta Hanoi. Oprócz autobusów miejskich działa kilka firm podwożących przyjezdnych bezpośrednio do hotelu. Nie ma darmowych przejazdów lub innych promocji.